# Chepping Wycombe
Chepping Wycombe est une paroisse civile du Buckinghamshire, en Angleterre.